# Guibord s'en va-t-en guerre
Pour les articles homonymes, voir Guibord.
Pour plus de détails, voir Fiche technique et Distribution.
Guibord s'en va-t-en guerre est un film québécois réalisé par Philippe Falardeau sorti le 2 octobre 2015. Il met en vedette Patrick Huard, Irdens Exantus (en), Suzanne Clément et Clémence Dufresne-Deslières.

## Synopsis
« Ce film est basé sur des faits véridiques qui ne se sont pas encore passés. »

Le député indépendant de Prescott-Makadewà-Rapides-aux-Outardes, une immense circonscription du Nord-du-Québec, Steve Guibord (Huard), détient la balance du pouvoir à la Chambre des communes du Canada alors que cette dernière s'apprête à voter l'entrée du pays dans une guerre. Accompagné de sa femme (Clément), de sa fille (Dufresne-Deslières) et de son stagiaire haïtien (Exantus), il parcourt sa circonscription pour tâter le pouls de ses commettants sur cette question.
Ceux-ci sont cependant plus préoccupés par les enjeux locaux : une mine fonctionnant au ralenti, l'industrie forestière qui empiète sur les territoires autochtones et suscite leur animosité. Le député se voit offrir un ministère par le premier ministre conservateur en échange de son vote positif, mais les libéraux ont leurs propres stratégies pacifistes. La propre famille du député est divisée sur la question de la guerre et se joint aux pressions sur celui-ci.

## Fiche technique
Sources : IMDb et Films du Québec
- Titre original : Guibord s'en va-t-en guerre
- Réalisation : Philippe Falardeau
- Scénario : Philippe Falardeau
- Musique : Martin Léon
- Conception visuelle : André-Line Beauparlant
- Costumes : Sophie Lefebvre
- Maquillage : Kathryn Casault
- Coiffure : Denis Parent
- Photographie : Ronald Plante (en)
- Son : Claude La Haye (en), Sylvain Bellemare, Bernard Gariépy Strobl
- Montage : Richard Comeau
- Production : Luc Déry, Kim McCraw
- Société(s) de production : micro_scope
- Sociétés de distribution : Les Films Christal, Les Films Séville
- Budget : 6 millions $ CA
- Pays de production :  Canada
- Tournage : 24 septembre au 10 novembre 2014 à Val-d'Or, dans les Hautes Laurentides, à Ottawa et en Haïti
- Langue originale : français
- Format : couleur
- Genre : Comédie satirique
- Durée : 108 minutes
- Dates de sortie :
  -  Suisse : 10 août 2015 (première au Festival de Locarno)
  -  Canada : 
    - 10 août 2015 (première québécoise au Parc olympique de Montréal)
    - 2 octobre 2015 (sortie en salle au Québec)
    - 8 décembre 2016 (DVD)

  -  France : 27 juillet 2016
- Classification :
  - Québec : Visa général[3]

## Distribution
- Patrick Huard : Steve Guibord
- Irdens Exantus (en) : Souverain Pascal, l'assistant haïtien de Guibord
- Suzanne Clément : Suzanne, la femme de Steve
- Clémence Dufresne-Deslières : Lune, la fille des Guibord
- Sonia Cordeau : Stéphanie Caron-Lavallée, la jeune journaliste
- Paul Doucet : le premier ministre du Canada
- Jules Philip : le maire de Rapides-aux-Outardes
- Robin Aubert : Rodrigue, porte-parole syndical des camionneurs
- Dangelo Néard : Optimiste, le frère de Souverain
- Ellen David : Allison, dirigeante des pacifistes
- Micheline Lanctôt : la mairesse de Chute-à-Philémon
- Alexis Martin : le conseiller du premier ministre
- Paul Ahmarani : le professeur Amin
- Richard Kistabish : chef de bande
- Joyce Kistabish : dirigeante du barrage algonquin
- Marie-Ève Perron : poétesse
- Marie-Claude Lavallée : lectrice de nouvelles
- Philona Jean : mère de Souverain
- Ketlain Difficile : étudiant café haïtien

## Réception
Le film a été projeté devant environ 6 000 spectateurs à la Piazza Grande (it) de Locarno ainsi qu'en plein air au stade olympique de Montréal le lundi 10 août 2015. D'après La Presse, il y a obtenu un bon accueil.
Le film est décrit par la critique comme étant une satire politique efficace,. Les critiques françaises sont globalement séduites par ce film, plusieurs critiques attribuant trois ou quatre étoiles au film, bien qu'il soit "trop spécifique pour être vraiment exportable en France"

### Box office
Le film connaît un bon départ et se hisse au huitième rang du box-office québécois malgré une sortie limitée à sept salles de Montréal et Québec. Il engrange des revenus estimés à 38 232 dollars canadiens ($), obtenant la seconde meilleure moyenne par écran de la semaine avec 5 462 $, dépassé seulement par Seul sur Mars. Ses bons résultats l'amènent à être diffusé sur plus de 70 écrans, ce qui permet au film de réaliser après quatre semaines d'exploitation un cumulatif de plus de 424 000 $ au Québec.
Sorti en France sur une soixantaine d'écrans, le film réalise un total de 37 000 entrées et des recettes de 165 000 $.